# スプラッシュ・マウンテン
- ディズニーパーク > 東京ディズニーリゾート > 東京ディズニーランド
  - クリッターカントリー > スプラッシュ・マウンテン
  - 東京ディズニーランドのアトラクションの一覧 > スプラッシュ・マウンテン

スプラッシュ・マウンテン（Splash Mountain）とは、ディズニーパークにあるウォーターライドタイプのアトラクション。ディズニー映画『南部の唄』がモデルになっている。

## このアトラクションが存在するパーク
- 東京ディズニーランド（東京ディズニーリゾート）

## このアトラクションが存在したパーク
- ディズニーランド（ディズニーランド・リゾート）
- マジック・キングダム（ウォルト・ディズニー・ワールド・リゾート）

## 概要
丸太のボートに乗って沼地を流れていき、映画『南部の唄』の童話の世界を巡りながら、最後にはチカピンヒル（Chickapin Hill, Chick-A-Pin Hill　現スプラッシュ・マウンテン）の頂上から滝つぼ（いばらの茂み）に向かって落下していく、急流下りのアトラクション。ボートの先端には、アトラクションの主人公であるブレア・ラビットがいる。

### ストーリー
様々な悩みを抱えているブレア・ラビットは「笑いの国」という場所があることを聞き、早速荷物をまとめ「笑いの国」を目指して旅に出かけた。しかし、そのブレア・ラビットを狙うブレア・ベアとブレア・フォックスがあとを追う。2匹は、キレ者のブレア・ラビットに手を焼きつつも、遂に捕まえることに成功する。2匹はブレア・ラビットを早速食べるつもりだったが、ブレア・ラビットに「いばらの茂みにだけは絶対に投げ込まないでくれ」と懇願されると、いじわるな笑みを浮かべて茂みへと投げ込む。しかしブレア・ラビットが投げ込まれた、いばらの茂みの中は自分が住んでいる国。2匹をうまく騙し、無事家に帰ることができたブレア・ラビットは、自分の住んでいるいばらの茂みこそが「笑いの国」だと知る。

## 題材変更
本アトラクションのテーマとなっている『南部の唄』が黒人描写の問題による市民団体からの抗議を受けて、アメリカと日本にアトラクションが展開される前の1986年から該当の映画は封印作品の扱いとなっており、2020年時点でもウォルト・ディズニー・カンパニーが「時代に適していない」として、この方針を変えていない。そのため、2020年に発生したミネアポリス反人種差別デモが世界各地に拡大した際に本アトラクションについても設置の是非や同じディズニー映画の『プリンセスと魔法のキス』などといった、他の作品をテーマにしたアトラクションに改変を求める署名運動が発生した。
2020年6月25日、ディズニーはアメリカ国内（カリフォルニア州・フロリダ州）の本アトラクションの設定を変更し、『プリンセスと魔法のキス』をモデルにした施設に改装することを発表した。その後、新アトラクション名が「ティアナのバイユー・アドベンチャー（Tiana's Bayou Adventure）」となり、フロリダ州のウォルト・ディズニー・ワールド・リゾートは2024年6月28日、カリフォルニア州のディズニーランド・リゾートは同年11月15日にオープン予定としている。
ディズニーはフロリダ州のウォルト・ディズニー・ワールド・リゾート内にある本アトラクションを2023年1月23日に閉鎖した。カリフォルニア州のディズニーランド・リゾート内にある本アトラクションについても、同年5月31日に閉鎖した。これにより、2024年11月現在、本アトラクションが現存するパークは東京ディズニーランドが世界で唯一となる。
日本（千葉県）の本アトラクションの処遇について、東京ディズニーランドを運営しているオリエンタルランドは日本経済新聞や朝日新聞などの取材に対して、「（題材変更は）アメリカで決まったことなので、現時点でのリニューアルについてはまだ決まっていないが、ウォルト・ディズニー・カンパニーとの間で検討を始めている」とのコメントを発表しており、日本についても、題材変更の可能性があることを示唆している。

## 各施設の紹介

### ディズニーランド
| スプラッシュ・マウンテン | スプラッシュ・マウンテン | スプラッシュ・マウンテン | スプラッシュ・マウンテン |
| ------------------------ | ------------------------ | ------------------------ | ------------------------ |
| オープン日               | オープン日               | 1989年7月17日            | 1989年7月17日            |
| クローズ日               | クローズ日               | 2023年5月31日            | 2023年5月31日            |
| スポンサー               | スポンサー               | なし                     | なし                     |
| 所要時間                 | 所要時間                 | 約9分30秒                | 約9分30秒                |
| 定員                     | 定員                     | 6名/1ボート              | 6名/1ボート              |
| 利用制限                 |                          | 身長102cm以上            | 身長102cm以上            |
| ファストパス             | ファストパス             |                          | ○                        |
| シングルライダー         | シングルライダー         |                          | ○                        |

ディズニーランドにあるスプラッシュ・マウンテンは世界で最初にオープンしたもので、8つのテーマランドのうち東京と同様クリッターカントリーに存在する。開業当初は世界最長のウォーターシュートであった。
他のパークにあるスプラッシュ・マウンテンと決定的に異なるのは、ボートの構造が縦1列6人乗りで、腹部を固定する安全バーがないという点である。他のパークは2人4列の計8人乗りで、安全バーが付いている。そのため水路の幅も他のパークに比べて狭い。また落下の回数は3回と、他のパークに比べて1回少ない。アトラクション内で流れる音楽も他のパークのものとアレンジが異なっていたり、「How Do You Do?」から「Ev'rybody's Got A Laughin' Place」の切り替わりが他パークに比べ遅く、ハチの巣に落下してからとなっている。
体験時間が他パークより若干短く展開が早いが、登場する動物は3パークの中で最も多い。

### マジック・キングダム
| スプラッシュ・マウンテン Splash Mountain | スプラッシュ・マウンテン Splash Mountain | スプラッシュ・マウンテン Splash Mountain | スプラッシュ・マウンテン Splash Mountain |
| ---------------------------------------- | ---------------------------------------- | ---------------------------------------- | ---------------------------------------- |
| オープン日                               | オープン日                               | 1992年10月2日                            | 1992年10月2日                            |
| クローズ日                               | クローズ日                               | 2023年1月23日                            | 2023年1月23日                            |
| スポンサー                               | スポンサー                               | なし                                     | なし                                     |
| 所要時間                                 | 所要時間                                 | 約10分30秒                               | 約10分30秒                               |
| 定員                                     | 定員                                     | 8名/1ボート                              | 8名/1ボート                              |
| 利用制限                                 |                                          | 身長102cm以上                            | 身長102cm以上                            |
| ファストパス                             | ファストパス                             |                                          | ○                                        |
| シングルライダー                         | シングルライダー                         |                                          | ○                                        |

マジックキングダムにあるスプラッシュ・マウンテンは、6つのテーマランドのうちフロンティアランドに存在する。フロリダ版の基本的な構造は、東京ディズニーランドのものと同じである。東京版とは、ライドの形状・定員（2人4列の計8人乗りで、腹部を固定する安全バーが付いている）。ディズニーランドと同様に乗降場は屋外にあり、それぞれ3つずつ設置されている。
他のパークと異なる点
- アトラクションがフロンティアランド内にある（他のパークはクリッターカントリーにあるが、マジック・キングダムにはクリッターカントリー自体が存在しない）。
- 巻き上げにチェーンを使っている（他のパークはゴム製のベルトコンベアが使用されているが、フロリダ版は巻き上げレーンの両サイドに付いているチェーンでライドを巻き上げている。ただし巻き上げの導入部ではフロリダ版もベルトコンベアを使用している）。
- 屋内部分に空が描かれており、他パークのように洞窟になっていない。また、最初の落下とラストシーンを除き道中でうさぎどんたち以外の動物が登場しない。

### 東京ディズニーランド
| スプラッシュ・マウンテン Splash Mountain | スプラッシュ・マウンテン Splash Mountain | スプラッシュ・マウンテン Splash Mountain | スプラッシュ・マウンテン Splash Mountain |
| ---------------------------------------- | ---------------------------------------- | ---------------------------------------- | ---------------------------------------- |
| オープン日                               | オープン日                               | 1992年10月1日                            | 1992年10月1日                            |
| スポンサー                               | スポンサー                               | 花王株式会社（2015年7月1日 - ）          | 花王株式会社（2015年7月1日 - ）          |
| 所要時間                                 | 所要時間                                 | 約10分                                   | 約10分                                   |
| 定員                                     | 定員                                     | 8名/1ボート                              | 8名/1ボート                              |
| 利用制限                                 |                                          | 身長90cm以上                             | 身長90cm以上                             |
| ファストパス                             | ファストパス                             |                                          | 2022年現在はサービス停止中               |
| シングルライダー                         | シングルライダー                         |                                          | ○（2022年現在はサービス停止中）          |

東京ディズニーランドにあるスプラッシュ・マウンテンは、1992年10月1日にクリッターカントリーと同時にオープンした。当時のCMキャッチコピーは「スリルに飛び込め」。ウエスタンランドにある「ビッグサンダー・マウンテン」、トゥモローランドにある「スペース・マウンテン」と合わせて三大マウンテンと呼ばれることがある。ゲストは丸太の形をしたボートに乗り込み、フルーム（水路）を航行しながら『南部の唄』の物語を体験する。ボートは最後の落下を含め計4回急斜面を落下する。東京ディズニーランドで唯一の水がかかるアトラクションであり、ディズニーランドのアトラクションの中でも人気の高いアトラクションである。ほとんどのライドシステムはディズニーランドのものと同じだが、ボートは縦1列の6人乗り（俗にいう「一世代型」）ではなく2人4列の8人乗り（俗にいう「二世代型」）となり、安全バーが付いた。この形式はマジック・キングダムのものにも採用された。最後の落下時には自動的に写真撮影が行われ、その写真はスプラッシュダウン・フォトにて購入できる。最後の落下は最大傾斜45度、高さ16mである。また、落下時の最高速度は62km/hで、これはTDL内のアトラクションでは最速である。
他のパークと異なる点
- 水路が全体的に反時計回りである - 他のパークは全体的に時計回りである。
- 最初の落下が屋内にある - 他のパークでは屋外にあり、落下してから屋内に入る。
- キューライン（待ち列）、プラットホームが屋内にある - 日本が比較的降水の多い国であることから全体的に屋内に収められているため、乗り場・降り場共に屋内である。キューラインも、アメリカでは全体的に屋外である（一部に山小屋をイメージした造りの屋内部分はある）のに対し、東京は洞窟をイメージした造りになっている。また乗り場と降り場が別の場所に設置されており、それぞれ2箇所ずつある。
- 水飛沫の量が少ない - 日本には鮮明な四季があり、他のパークに比べて平均気温が低い・湿度が高い・気候が大きく変動する事などから、全季節共通に楽しめるよう水量が抑えられている。また、水量は調整出来る。

ディズニー・ファストパスは2001年7月20日に導入された。ファストパス発券所はクリッターカントリー入り口から「グランマ・サラのキッチン」の間に6台ある。
TDL内でシングルライダーに対応している2アトラクションのうちの1つ（もう1つはビッグサンダー・マウンテン）。以前まではボートの安全バーは2人で1つの長いタイプのバーを使用していたが、シングルライダー導入をきっかけに1人1つの短い安全バーとなった。そのため今までは安全バーの確認をキャスト自身が行っていたが、今はゲスト自身でバーがロックされて上がらないことを確認し、キャストは目視するようになった。このバーの確認の仕方はスペース・マウンテンと同じとなっている。
シングルライダーを利用する場合には、ファストパス・エントランス（ファストパス専用入口）に立っているキャストにシングルライダーであることを伝える。そのまま、ファストパス通路を進むとスタンバイ（通常列）とファストパスが合流する地点にいるキャストに再度シングルライダーであることを伝えると、シングルライダー専用通路に通してもらえる。
一時期、身長制限が「102cm以上」に引き上げられたことがあったが、現在は「90cm以上」に戻っている。また、2007年後半に行われた改装工事では、ライド（ボート）乗り場にホームゲートが設けられた。
ちなみに、このアトラクションではブレア・ラビットらはアトラクション内のナレーションではうさぎどんと呼ばれているが、ガイドブックではブレア・ラビットと表記されている。
2006年9月、オープン以来スポンサーを務めていた日産自動車が「ブランドの認知アップの役割を充分に得られた」との理由でスポンサー契約を終了した。2015年7月1日より、花王が新たなオフィシャルスポンサーとして提供を行っている。
2022年7月1日には、初となる水に濡れる仕掛けを設置したスペシャルバージョン「びしょ濡れMAX」が8月31日まで実施された。

#### スペック
- コース全長: 約850 m - 世界のディズニーパークのスプラッシュ・マウンテンの中で最長
- 最高速度: 約62 km/h
- 山の高さ: 約30.3 m - 世界のディズニーパークのスプラッシュ・マウンテンの中で最も高い
- 最大落差: 約16 m
- 最大角度: 45度 - 加速度の理論値は g/√2 ≒ 6.86 m/s2
- オーディオアニマトロニクス: 約70体以上
- アトラクション面積: 約12,000m2
- 1分間に流れる水量: 約110 t
- 総工費: 約285億円（クリッターカントリー含む） - 世界のディズニーパークのスプラッシュ・マウンテンの中で最高額
- 丸太舟の数: 64隻

## 音楽
以下はアトラクション中に流れる音楽のタイトル。映画『南部の唄』で使用された音楽もある。
- How Do You Do?
- Ev'rybody's Got A Laughin' Place
- Burrow's Lament
- Zip-a-Dee-Doo-Dah

## トリビア
東京ディズニーランド関連
- メインの3匹（うさぎどん、きつねどん、くまどん）とブレア・フロッグ（かえるどん）以外のキャラクターはアトラクションオリジナルのキャラクターというわけではなく、1974年 - 1988年までアナハイムのディズニーランドのトゥモローランドにあったシアターアトラクション、アメリカシングスに登場していたキャラクターである（最初に作られたアナハイムのスプラッシュマウンテンがアメリカシングスのオーディオアニマトロニクスをそのまま流用して作ったため）。なお、アトラクション前半に登場するミスターブルーバードとアライグマ、中盤に登場するオポッサムとカメとハチは、映画にも一瞬登場する。しかし、アライグマ・オポッサム・カメについては、アトラクションと映画で服装が違う。
- ファストパス導入以前は右側の列に並ぶことで待ち時間の短縮に繋がった（待ち列が右に曲がっていく関係で内側となる右の列の長さが若干短くなるため）。現在は右側の列がファストパス専用通路となっているため、この方法は利用できない。
- 終盤でクリッターたちが乗っている巨大な船は「ジッパ・ディー・レディー号 (ZIP-A-DEE-LADY) 」という名前で、かつてアメリカ南部の河で見られたショーボートを表現している。
- もともとは「チカピンヒル」と呼ばれる丘だったが、「ラケッティのラクーンサルーン」のオーナーであるラケッティが密造酒を製造する際に蒸留器を爆発させ、ビーバーブラザーズが作ったダムを決壊させてしまい、水しぶきの山「スプラッシュ・マウンテン」と呼ばれるようになった。